# Cessna DC-6
Die Cessna DC-6 war ein in den 1920er Jahren von Cessna Aircraft Company entwickeltes viersitziges Reiseflugzeug.

## Geschichte
Der einmotorige Schulterdecker wurde in verschiedenen Versionen für die Allgemeine Luftfahrt und für die United States Army als UC-77 oder UC-77A hergestellt.
Die DC-6 war eine abgespeckte viersitzige Version der sechssitzigen Cessna CW-6. Die Produktion wurde im Februar 1929 mit zwei Versionen, der DC-6A und DC-6B begonnen. Beide Versionen wurden im September 1929 von der FAA zugelassen. Insgesamt wurden rund 40 Exemplare hergestellt. Einige Flugzeuge wurden durch die USAAC im Jahre 1942 übernommen.

## Versionen

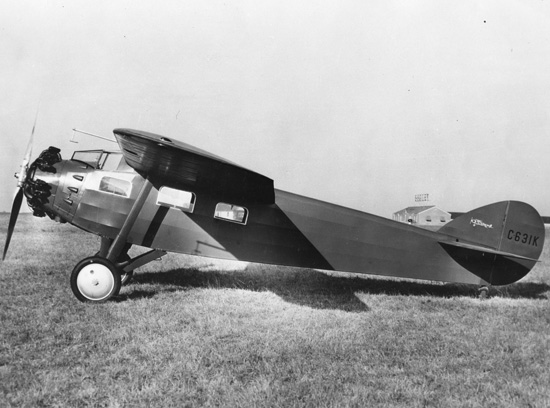
Cessna DC-6B

- DC-6, 6-Zylinder-Sternmotor Curtiss Challenger mit 170 PS, ein Exemplar gebaut
- DC-6A, ausgestattet mit einem luftgekühlten 9-Zylinder-Sternmotor mit 300 PS (224 kW) Wright J-6 (R-975)
- DC-6B ausgestattet mit einem luftgekühlten 7-Zylinder-Sternmotor mit 225 PS (168 kW) Wright J-6 (R-760)
- UC-77, militärische Bezeichnung der DC-6A im Dienst beim USAAC
- UC-77A, militärische Bezeichnung der DC-6B

HinweisDie Bezeichnungen UC-77B, UC-77C und UC-77D waren keine Cessna DC-6, sie wurden für andere Cessna-Modelle verwendet.

## Nutzer
Vereinigte Staaten
- United States Army Air Forces